# Nissan Juke
De Juke is een compacte SUV geproduceerd door de Japanse autoconstructeur Nissan. De Juke werd in maart 2009 als conceptauto Nissan Qazana gepresenteerd op het autosalon van Genève. Later kreeg de Qazana dan de naam Juke.
In Japan startte de verkoop op 9 juli 2010. De Juke was er een succes, in de eerste maand werden er in Japan 10.943 stuks van verkocht terwijl Nissan verwachtte dat dat er 1300 stuks zouden worden. Ook in Europa en de Verenigde Staten overtrof de Juke de verwachtingen. In Europa werden in de eerste 17 maanden 3329 auto's verkocht.
Nissan heeft in 2019 de tweede generatie Juke voorgesteld. De Juke II mag dan volledig nieuw zijn, de ‘oude’ stijl werd behouden.
Huidige modellen Europa:
370Z ·
Ariya ·
Cabstar ·
Cube ·
GT-R ·
Interstar ·
Juke ·
Leaf ·
Micra ·
Murano ·
Navara ·
Note ·
NV200 ·
NV300 ·
NV400 ·
Pathfinder ·
Primastar ·
Qashqai ·
Townstar ·
X-Trail

Huidige modellen internationaal:
Altima ·
Armada ·
Bluebird ·
Caravan ·
Elgrand ·
Fuga ·
Maxima ·
NV ·
Patrol ·
Rogue ·
Sentra ·
Serena ·
Skyline ·
Skyline ·
Skyline Crossover ·
Sunny ·
Teana ·
Tiida ·
Titan ·
Xterra

Concepten:
Forum ·
Jikoo ·
Pivo ·
Urge

Uit productie:
100NX ·
200SX ·
300ZX ·
350Z ·
Almera ·
Almera Tino ·
Bluebird ·
Cedric ·
Cherry ·
Cima ·
Gloria ·
Kubistar ·
Laurel ·
Pixo ·
Prairie ·
Primera ·
Pulsar ·
Silvia ·
Stanza ·
Terrano ·
Vanette